# Dan Frawley (rugby)
Pour les articles homonymes, voir Dan Frawley (homonymie).
Dan Frawley,  né en 1882, et mort en 1967, est un joueur australien de rugby à XIII. Il a joué pour les Sydney Roosters.

## Sources
- Whiticker, Alan & Hudson, Glen (2006) The Encyclopedia of Rugby League Players, Gavin Allen Publishing, Sydney
- Andrews, Malcolm (2006) The ABC of Rugby League Austn Broadcasting Corpn, Sydney
- Heads, Ian and Middleton, David (2008) A Centenary of Rugby League, MacMillan Sydney